# Diecezja Tete
Diecezja Tete – łac. Dioecesis Tetiensis - diecezja Kościoła rzymskokatolickiego w Mozambiku. Należy do metropolii Nampula. Została erygowana 6 maja 1962.